# مارتين إيرليتش
مارتين إيرليتش (مواليد 24 يناير 1998) هو لاعب كرة قدم كرواتي يلعب في مركز الدفاع في نادي سبيزيا.